# Espelho na arte

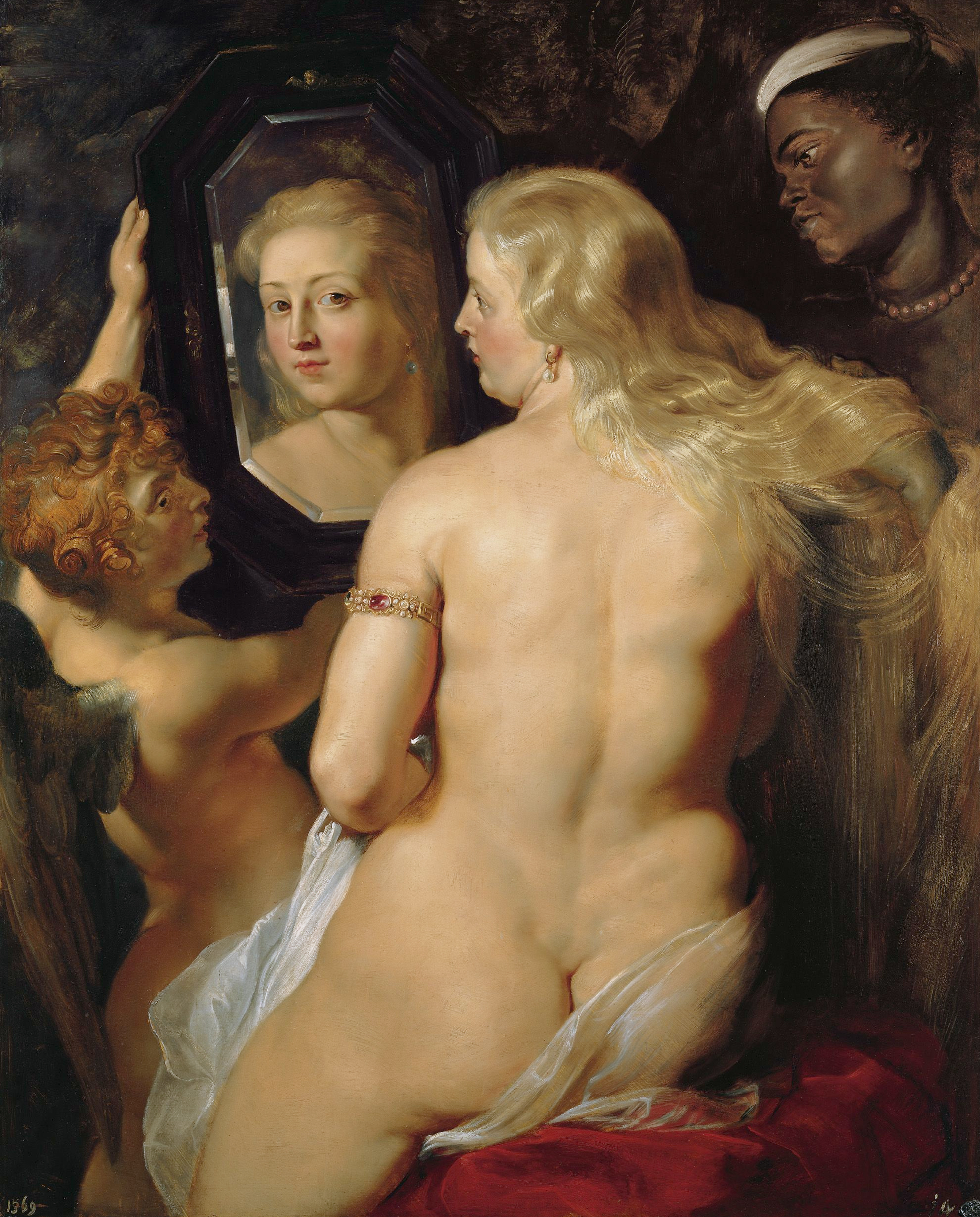
Vênus e o Espelho, de Peter Paul Rubens, 1615.

O espelho na arte relata, desde sua origem com a invenção do vidro há mais de 3.000 anos, a importância do espelho como tema no campo das artes visuais.
Ligado à questão da representação, o espelho tem uma relação de longa data com a pintura, principalmente.
Desde a Antiguidade até a Antiguidade Clássica o espelho tinha sua própria função na representação pictórica, então, graças à ambição de certos artistas, essa visão sofreu muitas mudanças até a Idade Contemporânea.

## O Espelho na Antiguidade

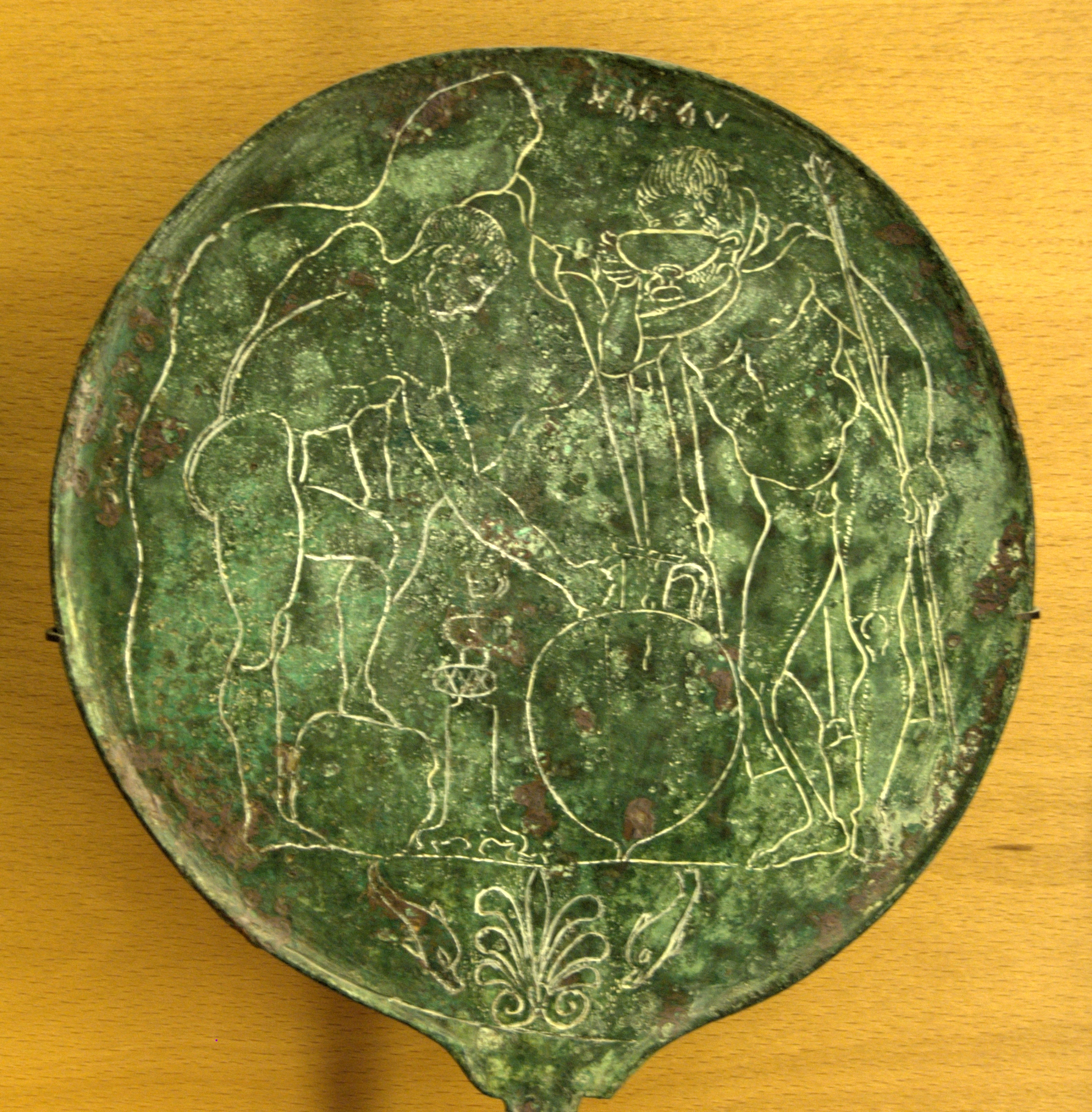
Espelho Etrusco, Musée du Louvre Paris.

Nos tempos antigos, a maioria dos espelhos eram feitos de vidro, pequenos e convexos, mas os mais comuns eram feitos de metal polido, como bronze, prata ou mesmo aço. Naquela época, a arte da imitação não era a única concepção de representação pictórica. De fato, aqueles que se preocupavam apenas em querer representar a realidade da maneira mais fiel possível eram considerados ilusionistas, imitadores.
A arte não existia, para a época, como expressão. É por isso que os pintores privilegiaram a narrativa em detrimento do realismo da representação, inspirados na misteriosa arte do Egito. Em contraste, na Grécia, em meados do século V a.C., a evolução das Artes Plásticas pôs em movimento um verdadeiro progresso na representação pictórica, que gradualmente se voltou para a imitação mais avançada, caminhando para a perfeição da semelhança.

## O Espelho na Idade Média
Na Idade Média, a visão do espelho mudou. Ele é ao mesmo tempo um instrumento diabólico e um espelho divino. Sujeito a muitas superstições, o espelho na pintura não tem apenas uma função de mise en abyme, é apenas um objeto simbólico.
Não foi até 1435 que a noção do espelho apareceu como um "emblema da pintura". De fato, Leon Battista Alberti, em seu ¨De Pictura¨, faz de Narciso o inventor da pintura. "É por isso que tenho o hábito de dizer aos meus amigos que o inventor da pintura, segundo a fórmula dos poetas, deve ter sido aquele Narciso que foi transformado em flor, pois se é verdade que a pintura é a flor de todas as Artes, então a fábula de Narciso é perfeitamente adequada à pintura. É algo diferente da arte de abraçar a superfície da água dessa maneira.". É assim, através do reflexo de Narciso na água límpida, que o Espelho se torna, segundo Alberti, o emblema da pintura. Alberti, portanto, vê a pintura como uma janela aberta para a história, que mostra a realidade.
Foi também nessa época que surgiram as primeiras pinturas usando espelhos abobadados, como em 1434 com O Casal Arnolfini de Jan van Eyck ou mesmo Um ourives em sua oficina, de Petrus Christus, em 1449.
A representação do espelho na pintura, no final da Idade Média (ou início do Renascimento italiano), começou assim a criar uma mise en abyme da imagem.

## O Espelho no Renascimento
O Renascimento foi um período fundamental em termos da teorização da perspectiva e do estabelecimento do espelho como emblema da pintura.

### O Espelho e a Perspectiva
Filippo Brunelleschi, um arquiteto florentino do século XV, torna o status da pintura reflexivo. De fato, a pintura está, portanto, comprometida em representar o mundo da maneira mais realista possível.
Foi em 1415 e no experimento da Tavoletta que Brunelleschi inventou e demonstrou perspectiva. Ele tinha feito uma pintura semelhante ao Batistério de São João em Florença, em frente à porta central da Catedral de Santa Maria del Fiore. O experimento consistiu em pegar essa pequena pintura (cerca de 41 cm de cada lado) em uma mão, colar o olho no verso da pintura contra um orifício e, na outra mão, segurar um espelho voltado para a pintura. A imagem do espelho confrontava-se, assim, com o verdadeiro e o reflexivo. Perspectiva segue a ideia da visão de Leon Battista Alberti da pintura como uma janela aberta para o mundo porque encena os espectadores introduzindo-os diretamente através da ilusão na pintura; é por isso que foi amplamente utilizado por pintores renascentistas.